# Consciências Mortas
The Ox-Bow Incident (bra/prt: Consciências Mortas) é um filme estadunidense de 1943, dos gêneros drama e faroeste, dirigido por William A. Wellman, com roteiro de Lamar Trotti baseado no romance homônimo de Walter Van Tilburg Clark.

## Sinopse
O filme se passa em 1885 e começa quando dois cavaleiros, Art Croft e Gil Carter, chegam à cidade de Bridger's Wells. Eles vão para o saloon de Canby, esperando se divertir, mas estranham a tensão do lugar. Ficam sabendo de recentes ocorrências de roubos de gado, o que está deixando todos furiosos a procura dos ladrões. Logo os dois recém-chegados se tornam suspeitos, simplesmente por que são forasteiros. Mas Canby os conhece e os defende,mas ainda assim eles causam desconfiança.
Mais tarde chega a notícia de que um homem chamado Kinkaid foi encontrado assassinado. Imediatamente os cidadãos formam um grupo para perseguir os assassinos, que eles acham serem os mesmos que vêm roubando o gado. Logo, o grupo encontra o major Tetley e seu filho, Gerald, que conta que viu três homens com algumas vacas de um dos fazendeiros que fora roubado. Mais a frente, o grupo encontra uma diligência parada no escuro. Os guardas dizem que os três homens estão próximos ao vale de Ox-Bow.
Quando o grupo chega ao vale, os homens estão dormindo. São interrogados, e o líder deles, o jovem Donald Martin, diz que comprou as vacas do rancheiro, mas que este não pôde lhe dar uma nota de venda. Ninguém acredita em Martin e o grupo decide enforcar os homens ali mesmo, ao nascer do Sol. Daí para a frente a situação se torna desesperadora para os prisioneiros, que tentam de todas as formas mostrar que são inocentes. Mas seus destinos parecem selados nas mãos dos vingativos cidadãos de Bridger's Wells.

## Elenco
- Henry Fonda .... Gil Carter
- Dana Andrews .... Donald Martin
- Mary Beth Hughes .... Rose Mapen / Rose Swanson
- Anthony Quinn .... Juan Martínez / Francisco Morez
- William Eythe .... Gerald Tetley
- Frank Conroy .... major Tetley
- Harry Morgan .... Art Croft
- Harry Davenport .... Arthur Davies
- Jane Darwell .... Canby
- Matt Briggs .... juiz Daniel Tyler
- Marc Lawrence .... Jeff Farnley
- Paul Hurst .... Monty Smith
- Francis Ford ....Alva Hardwicke

## Principais prêmios e indicações
Oscar 1944 (EUA)
- Indicado na categoria de melhor filme[3]